# 雷切尔·布莱斯
雷切尔·布莱斯（英語：Rachel Brice，1972年6月15日—）是一位美国舞蹈家和编舞家。 她是一名舞者，专门从事源自肚皮舞风格的美国部落风格肚皮舞（American Tribal Style Belly Dance）。

## 生平
雷切尔·布莱斯1972年6月15日出生于华盛顿州西雅图，毕业于旧金山州立大学。雷切尔·布莱斯在17岁时学习了瑜伽和肚皮舞。她于1988年在北卡罗来纳州的文艺复兴马戏团（Renaissance Faire）观看Hahbi'Ru表演时发现了舞蹈世界，并从Atesh舞蹈团的导演Atesh学习了肚皮舞。雷切尔·布莱斯在瑜伽老师埃里希·希夫曼（Erich Schiffmann）的帮助下于1996年教瑜伽之前练习了一段时间的瑜伽。
雷切尔·布莱斯自1999年以来一直是一名舞者，在2000年代初期，她将与卡罗琳娜·内里乔（Carolena Nericcio）和吉尔·帕克（Jill Parker）一起学习肚皮舞。2001年受音乐制作人迈尔斯·科普兰三世聘用，她曾与2002年在加利福尼亚州旧金山成立的肚皮舞公司Belly Dance Superstars一起演出和巡回演出。她还为她的训练和表演制作了肚皮舞DVD并发行了表演中使用的歌曲的音乐CD系列。
2003年，他创立了位于旧金山的肚皮舞公司Indigo Belly Dance Company，并进行了源自肚皮舞风格的美国部落式肚皮舞（American Tribal Style Belly Dance）表演。除了发布专注于瑜伽和肚皮舞的教学视频外，她还在美国、欧洲、亚洲和澳大利亚举办了研讨会。他还在俄勒冈州波特兰创立了曼陀罗工作室（Studio Datura），并开始了肚皮舞的“8 Elements”（8元素）方法。 2012年，他创立了在线瑜伽和肚皮舞工作室“曼陀罗在线”（Datura Online）。

## 作品列表

### 表演视频
- Bellydance Superstars Live in Paris: Folies Bergere
- Bellydance Superstars Solos in Monte Carlo
- Bellydance Superstars

### 教育视频
- Tribal Fusion: Yoga, Isolations and Drills a Practice Companion with Rachel Brice
- Rachel Brice: Belly Dance Arms and Posture
- Serpentine: Belly Dance with Rachel Brice （DVD、视频）